# 能登鹿島站
能登鹿島站（日语：／ Noto-Kashima eki */?）是位於石川縣鳳珠郡穴水町曾福，屬於能登鐵道的七尾線車站。本站的愛稱為「能登櫻花站」。由於本站的月台上種植著染井吉野櫻，春季來臨時月台上的櫻花便會盛開，因而得名。而本站也曾在1999年（平成11年）被選為第一回中部車站百選。

## 歷史
- 1932年（昭和7年）8月27日 - 鐵道省（國鐵）七尾線能登中島至穴水之間開通，此站啟用（為了紀念車站啟用，於車站內種植了櫻花樹[8]）。當時為旅客和貨運車站。
- 1960年（昭和35年）4月1日 - 結束貨運業務。
- 1972年（昭和47年）3月15日 - 成為無人車站。
- 1987年（昭和62年）4月1日 - 伴隨國鐵分割民營化，車站由西日本旅客鐵道（JR西日本）營運。
- 1988年（昭和63年）2月19日 - 現時的車站大樓竣工，加設能登櫻花站之愛稱[9]。
- 1991年（平成3年）9月1日 - 七尾線部分區間由能登鐵道繼承，成為能登鐵道的車站。
- 2018年（平成30年）4月14日 - 車站北邊的停車場落成啟用，可容納約60架車[10]。在此之後，每年春天櫻花季節中，由於多人到訪而使路上造成擁擠的情況消失了。

## 車站構造
本站是設有2面2線相對式月台的地面車站。站房位於上行月台側，兩月台之間透過站內平交道連接。此站為整日無人車站。站內只有候車室，並且沒有設置自動售票機。

### 月台
| 月台         | 路線    | 上下行 | 方向           |
| ------------ | ------- | ------ | -------------- |
| 車站大樓一方 | ■七尾線 | 上行   | 七尾、金澤方向 |
| 車站大樓對面 | ■七尾線 | 下行   | 穴水方向       |

※在旅客資訊上沒有設定月台編號。

## 車站周邊
- 國道249號
- 鹿島神社（日语：鹿島神社）

## 巴士路線
在站房對面的國道249號處設有「能登鹿島」巴士站，該處可乘坐北鉄奧能登巴士前往穴水站或曾福方向（鹿島線）。

## 其他
劇集收景地
在2016年（平成28年）9月23日至11月11日，於NHK綜合頻道的電視劇10播映的電視劇《命運似的戀愛》在此站取景。
另外，於站前廣場中，主演該劇的原田知世和齋藤工於此站紀念植樹，他們種植了染井吉野櫻。在2020年（令和2年）8月，樹木醫生檢查櫻花樹後，由於種植地點位於陰涼處，因此不能正常生長，同年11月遷移至月台側邊繼續種植。後來又遷移至月盧花壇的一角。在劇集播映完畢後，站內仍然張貼了劇集海報。
記錄片收景地
在2021年（令和3年）5月21日，於NHK綜合頻道播映的《紀實72小時「能登半島 櫻咲無人站」》中，於此車站進行拍攝工作。

## 相鄰車站
能登鐵道
■七尾線
西岸－能登鹿島－穴水

## 注腳
1. 1 2  . 産経新聞社. 2025-03-20  [2025-05-05]. （原始内容存档于2025-04-04） （日语）.
2. ↑  . のと鉄道株式会社.   [2025-05-05]. （原始内容存档于2025-05-05） （日语）.
3. ↑  . 東京新聞社. 2025-04-09  [2025-05-05]. （原始内容存档于2025-05-05） （日语）.
4. 1 2  . NHK. 2024-04-14  [2025-05-05]. （原始内容存档于2024-04-29） （日语）.
5. 1 2  . 日テレNEWS NNN. 2025-04-11  [2025-05-05] （日语）.
6. ↑  . 日本経済新聞社. 2024-04-12  [2025-05-05]. （原始内容存档于2024-04-21） （日语）.
7. ↑  . 中日新聞社. 2024-04-13  [2025-05-05]. （原始内容存档于2025-05-05） （日语）.
8. ↑  . 中日新聞Web. 2021-04-04  [2021-06-05]. （原始内容存档于2021-04-04） （日语）.
9. 1 2  . 朝日新聞數碼雜誌 &Travel. 2021-03-22  [2021-06-05]. （原始内容存档于2022-01-24） （日语）.
10. ↑  . blog.livedoor.jp. 2018-04-17  [2020-10-14]. （原始内容存档于2021-09-19） （日语）.
11. ↑  . blog.livedoor.jp. 2020-08-26  [2020-10-14]. （原始内容存档于2021-09-19） （日语）.
12. ↑  . Twitter. 2021-04-28  [2021-05-14]. （原始内容存档于2021-05-20） （日语）.
13. ↑  . NHK.   [2021-05-14]. （原始内容存档于2021-06-13） （日语）.
14. ↑  . マイナビニュース. 2021-05-17  [2025-05-05] （日语）.

## 外部連結
- 七尾線、能登鹿島站[]（日語） - 能登鐵道
- 能登櫻花站 （页面存档备份，存于）（日語） - 能登鹿島站櫻花保存會官方博客
- Hot石川旅net 能登櫻花站 （页面存档备份，存于）（日語） - 石川縣觀光聯盟